# Brad Bonello
Pour les articles homonymes, voir Bonello (homonymie).
Brad Bonello (né le 15 avril 1984 à Brampton, dans la province de l'Ontario au Canada) est un joueur professionnel de hockey sur glace maltais et canadien.

## Biographie
Il commence sa carrière en 2005 dans l'ECHL et la LAH. En 2006, il joue dans l'UHL et encore l'ECHl, où il joua encore l'année suivante. En 2008, il joua dans la LCH et commença sa carrière en Europe dans le EIHL. Ensuite, il joua en Allemagne et en Italie.
La nationalité maltaise de Bonello lui viens en aide en Italie puisqu'elle lui donne le statut de joueur domestique ayant un passeport de l'Union européenne.

## Parenté dans le sport
- Frère d'Andrew Bonello, joueur de hockey.

## Statistiques
| Saison    | Équipe                         | Ligue    |    | Saison régulière | Saison régulière | Saison régulière | Saison régulière | Saison régulière |    | Séries éliminatoires | Séries éliminatoires | Séries éliminatoires | Séries éliminatoires | Séries éliminatoires |
| Saison    | Équipe                         | Ligue    | PJ | B                | A                | Pts              | Pun              | PJ               | B  | A                    | Pts                  | Pun                  |                      |                      |
| 2001-2002 | Otters d'Érié                  | LHO      | 60 | 12               | 12               | 24               | 102              | 21               | 3  | 0                    | 3                    | 24                   |                      |                      |
| 2002-2003 | Otters d'Érié                  | LHO      | 63 | 22               | 31               | 53               | 132              | -                | -  | -                    | -                    | -                    |                      |                      |
| 2003-2004 | Otters d'Érié                  | LHO      | 24 | 9                | 15               | 24               | 55               | -                | -  | -                    | -                    | -                    |                      |                      |
| 2003-2004 | Petes de Peterborough          | LHO      | 37 | 9                | 15               | 24               | 66               | -                | -  | -                    | -                    | -                    |                      |                      |
| 2004-2005 | 67 d'Ottawa                    | LHO      | 58 | 26               | 40               | 66               | 120              | 21               | 8  | 9                    | 17                   | 50                   |                      |                      |
| 2005-2006 | Storm de Toledo                | ECHL     | 32 | 11               | 19               | 30               | 63               | --               | -- | --                   | --                   | --                   |                      |                      |
| 2005-2006 | Grrrowl de Greenville          | ECHL     | 21 | 8                | 10               | 18               | 24               | 3                | 0  | 0                    | 0                    | 19                   |                      |                      |
| 2005-2006 | Griffins de Grand Rapids       | LAH      | 8  | 0                | 1                | 1                | 12               | --               | -- | --                   | --                   | --                   |                      |                      |
| 2006-2007 | IceHawks de Port Huron         | UHL      | 11 | 2                | 3                | 5                | 33               | -                | -  | -                    | -                    | -                    |                      |                      |
| 2006-2007 | Prairie Thunder de Bloomington | UHL      | 4  | 0                | 0                | 0                | 6                | -                | -  | -                    | -                    | -                    |                      |                      |
| 2006-2007 | Ice Dogs de Long Beach         | ECHL     | 53 | 16               | 18               | 34               | 63               | -                | -  | -                    | -                    | -                    |                      |                      |
| 2007-2008 | Bombers de Dayton              | ECHL     | 67 | 19               | 23               | 42               | 89               | 2                | 1  | 0                    | 1                    | 4                    |                      |                      |
| 2008-2009 | Brahmas du Texas               | LCH      | 3  | 0                | 1                | 1                | 2                | -                | -  | -                    | -                    | -                    |                      |                      |
| 2008-2009 | RiverKings du Mississippi      | LCH      | 18 | 10               | 4                | 14               | 39               | -                | -  | -                    | -                    | -                    |                      |                      |
| 2008-2009 | Gorillas d'Amarillo            | LCH      | 5  | 1                | 0                | 1                | 2                | -                | -  | -                    | -                    | -                    |                      |                      |
| 2008-2009 | Capitals d'Édimbourg           | EIHL     | 15 | 6                | 7                | 13               | 36               | 2                | 0  | 1                    | 1                    | 2                    |                      |                      |
| 2009-2010 | HC Fassa                       | Série A  | 34 | 9                | 18               | 27               | 50               | -                | -  | -                    | -                    | -                    |                      |                      |
| 2010-2011 | HC Alleghe                     | Série A  | 8  | 2                | 0                | 2                | 4                | -                | -  | -                    | -                    | -                    |                      |                      |
| 2010-2011 | EHC Dortmund                   | Oberliga | 10 | 4                | 8                | 12               | 34               | -                | -  | -                    | -                    | -                    |                      |                      |